# Forcing
Forcing (deutsch auch Erzwingung oder Erzwingungsmethode) ist in der Mengenlehre eine Technik zur Konstruktion von Modellen, die hauptsächlich verwendet wird, um relative Konsistenzbeweise zu führen. Sie wurde zuerst 1963 von Paul Cohen entwickelt und verwendet, um die Unabhängigkeit des Auswahlaxioms und der Kontinuumshypothese zu beweisen. Diese Leistung ist 1966 durch die Verleihung der Fields-Medaille gewürdigt worden. Die Forcing-Methode ist von verschiedenen Mathematikern vielfach weiterentwickelt worden.

## Grundidee
Die Grundidee der Forcing-Methode besteht darin, einem gegebenen Modell der Mengenlehre (dem Grundmodell {\displaystyle M}) eine bestimmte Menge {\displaystyle G} derart hinzuzufügen, dass wieder ein Modell von ZFC entsteht (die generische Erweiterung {\displaystyle M[G]}). Die Konstruktion verläuft so, dass {\displaystyle G} in dem Grundmodell approximiert werden kann; dies ermöglicht, Eigenschaften von {\displaystyle M[G]}, wie z. B. die Ungültigkeit der Kontinuumshypothese, durch eine in dem Grundmodell {\displaystyle M} definierbare Sprache auszudrücken und so nachzuweisen.

## Beschreibung
Im Folgenden sei {\displaystyle M} ein abzählbares, transitives Modell von ZFC. Für die Rechtfertigung dieser Annahme siehe unten unter Forcing und relative Konsistenzbeweise.

### Bedingungsmengen und generische Filter
Unter einer Bedingungsmenge versteht man ein in {\displaystyle M} definiertes Tripel {\displaystyle \langle P,\leq _{P},1_{P}\rangle }, wobei {\displaystyle \leq _{P}} eine Quasiordnung auf {\displaystyle P} ist, die {\displaystyle 1_{P}} als größtes Element besitzt. Die Elemente von {\displaystyle P} heißen Bedingungen. Eine Bedingung {\displaystyle p} ist stärker als eine Bedingung {\displaystyle q}, falls {\displaystyle p\leq q}. In der Anwendung sind die meisten Bedingungsmengen antisymmetrisch, also Halbordnungen. Für die Theorie muss dies allerdings nicht gefordert werden.
Eine Menge {\displaystyle D\subseteq P} heißt dicht, falls
{\displaystyle \forall p\in P\ \exists q\in D\ q\leq p,}
falls also für jede Bedingung eine stärkere Bedingung in {\displaystyle D} existiert, bzw. {\displaystyle D} konfinal in {\displaystyle P} liegt. Ein Filter {\displaystyle G\subseteq P} heißt generisch, falls er jede dichte Teilmenge aus {\displaystyle M} trifft, falls also {\displaystyle D\cap G\neq \emptyset } für alle dichten {\displaystyle D\in M} gilt.
Aus dem Lemma von Rasiowa-Sikorski folgt, dass für jedes {\displaystyle p\in P} ein generischer Filter {\displaystyle G} existiert, der {\displaystyle p} enthält. Für alle interessanten Bedingungsmengen liegt {\displaystyle G} nicht in {\displaystyle M}.

### Namen
Mit transfiniter Rekursion wird nun die Klasse {\displaystyle M^{P}} aller {\displaystyle P}-Namen in {\displaystyle M} definiert:
{\displaystyle \tau \in M^{P}\leftrightarrow \tau \subset M\times M\wedge \forall (\sigma ,p)\in \tau \,(\sigma \in M^{P}\wedge p\in P)}
Demnach gehört die leere Menge {\displaystyle \emptyset } zu {\displaystyle M^{P}}, denn die rechte Bedingung ist für {\displaystyle \tau =\emptyset } trivialerweise erfüllt. Weiter gehören alle {\displaystyle \{(\emptyset ,p)\}} mit {\displaystyle p\in P} zu den Namen, denn wegen {\displaystyle \emptyset \in M} und {\displaystyle P\subset M} (M ist transitiv!) ist {\displaystyle \{(\emptyset ,p)\}\subset M\times M} und der zweite Teil der Bedingung gilt, weil wir ja bereits wissen (Rekursion!), dass {\displaystyle \emptyset \in M^{P}} usw.
Die Gesamtheit der Namen bildet für {\displaystyle M} eine echte Klasse.

### Die generische Erweiterung
Auf {\displaystyle M^{P}} definiert man die zweistellige Relation {\displaystyle \in _{G}} durch:
{\displaystyle \sigma \in _{G}\tau \leftrightarrow \exists p\in G\,(\sigma ,p)\in \tau }
Da diese Definition den Filter {\displaystyle G} verwendet, ist sie im Allgemeinen nicht in {\displaystyle M} durchführbar. Sei nun {\displaystyle i_{G}\colon M^{P}\to V} rekursiv definiert durch
{\displaystyle i_{G}(\tau )=\{i_{G}(\sigma )|\sigma \in _{G}\tau \}.}
Die generische Erweiterung {\displaystyle M[G]} wird definiert als das Bild von {\displaystyle M^{P}} unter {\displaystyle i_{G}}. Das Modell {\displaystyle \langle M[G],\in \rangle } ist also der Mostowski-Kollaps von {\displaystyle \langle M^{P},\in _{G}\rangle }.

### Die Forcing-Relation
Für eine Formel {\displaystyle \varphi (x_{1},\dots ,x_{n})} und {\displaystyle \sigma _{1},\dots ,\sigma _{n}\in M^{P}} definiert man nun
{\displaystyle p\Vdash \varphi (\sigma _{1},\dots ,\sigma _{n})} (lies: „{\displaystyle p} erzwingt {\displaystyle \varphi } für {\displaystyle \sigma _{1},\dots ,\sigma _{n}}“),
falls für alle {\displaystyle M}-generischen {\displaystyle G} mit {\displaystyle p\in G} gilt:
{\displaystyle M[G]\vDash \varphi (i_{G}(\sigma _{1}),\dots ,i_{G}(\sigma _{n}))}
Die Definition von {\displaystyle \Vdash } verwendet den Filter {\displaystyle G}, der im Allgemeinen nicht in {\displaystyle M} liegt. Es zeigt sich jedoch (Definierbarkeitslemma), dass sich eine äquivalente Definition von {\displaystyle \Vdash } in {\displaystyle M} durchführen lässt:
{\displaystyle \{(p,\varphi ,\sigma _{1},\dots ,\sigma _{n})\mid p\Vdash \varphi (\sigma _{1},\dots ,\sigma _{n})\}} ist eine definierbare Klasse in {\displaystyle M}
Weitere Eigenschaften von {\displaystyle \Vdash } sind:
- Gilt {\displaystyle p\Vdash \varphi (\sigma _{1},\dots ,\sigma _{n})} und ist {\displaystyle q\leq p}, so auch {\displaystyle q\Vdash \varphi (\sigma _{1},\dots ,\sigma _{n})} (Erweiterungslemma).
- {\displaystyle M[G]\vDash \varphi (i_{G}(\sigma _{1}),\dots ,i_{G}(\sigma _{n}))\Leftrightarrow \exists p\in G\ p\Vdash \varphi (\sigma _{1},\dots ,\sigma _{n})} (Wahrheitslemma).

Mittels dieser Relation lassen sich also alle Eigenschaften von {\displaystyle M[G]} als Eigenschaften von {\displaystyle M} auffassen. Nun kann man zeigen, dass {\displaystyle M[G]} für jede Bedingungsmenge {\displaystyle P} und jeden {\displaystyle M}-generischen Filter {\displaystyle G} ein Modell von ZFC ist. Während grundlegende Axiome wie das Paarmengenaxiom, das Vereinigungsmengenaxiom oder die Existenz der leeren Menge direkt nachzuprüfen sind, benötigt man für die stärkeren Axiome wie das Ersetzungsschema, das Aussonderungsschema oder das Potenzmengenaxiom die Forcing-Relation.
Will man beispielsweise eine Menge {\displaystyle i_{G}(\sigma )\in M[G]} nach {\displaystyle \varphi (x)} aussondern, so ist
{\displaystyle \tau =\{(\pi ,p)\in \operatorname {dom} \ \sigma \times P\mid p\Vdash \pi \in \sigma \wedge \varphi (\pi )\}\in M^{P}}
ein Name für die gesuchte Menge. Darüber hinaus gilt für das Modell {\displaystyle M[G]}:
- {\displaystyle M[G]} ist transitiv;
- {\displaystyle M\subseteq M[G]};
- {\displaystyle G\in M[G]};
- {\displaystyle M[G]} enthält keine neuen Ordinalzahlen: {\displaystyle {\operatorname {Ord} }\cap M={\operatorname {Ord} }\cap M[G]};
- {\displaystyle M[G]} ist das kleinste transitive Modell mit {\displaystyle M\subseteq M[G]} und {\displaystyle G\in M[G]}.

### Antikettenbedingung
Eine Schwierigkeit besteht bei der Betrachtung von Kardinalzahlen in {\displaystyle M[G]}: Jede Kardinalzahl in {\displaystyle M[G]}, die in {\displaystyle M} liegt, ist auch dort eine Kardinalzahl. Die Umkehrung gilt allerdings im Allgemeinen nicht. Dies hat zur Folge, dass in {\displaystyle M} überabzählbare Mengen in {\displaystyle M[G]} abzählbar werden können. Wählt man allerdings die Bedingungsmenge {\displaystyle P} so, dass jede Antikette von {\displaystyle P} in {\displaystyle M} abzählbar ist („Abzählbare-Antiketten-Bedingung“, oft auch c.c.c. genannt nach der englischen Bezeichnung countable chain condition), so ist für jeden {\displaystyle M}-generischen Filter {\displaystyle G} jede Kardinalzahl {\displaystyle \kappa \in M} auch Kardinalzahl im Sinne von {\displaystyle M[G]}.
Allgemeiner gilt: Ist {\displaystyle \mu } in {\displaystyle M} eine reguläre Kardinalzahl und hat jede Antikette in {\displaystyle M} kleinere Mächtigkeit als {\displaystyle \mu } („P erfüllt die {\displaystyle \kappa }-Antiketten-Bedingung“), so ist jede Kardinalzahl {\displaystyle \kappa \geq \mu } in {\displaystyle M} auch Kardinalzahl in {\displaystyle M[G]}.

## Forcing und relative Konsistenzbeweise
Um die Widerspruchsfreiheit einer mathematischen Theorie {\displaystyle T} zu zeigen, genügt es nach dem Gödelschen Vollständigkeitssatz, ein Modell anzugeben, das alle Aussagen aus {\displaystyle T} erfüllt (dies entspricht dem Modell {\displaystyle M[G]}). Da nach dem zweiten Gödelschen Unvollständigkeitssatz die Existenz eines solchen Modells für „starke“ Theorien {\displaystyle T} (d. h. insbesondere für {\displaystyle T\supset ZFC}) nicht bewiesen werden kann, muss man sich auf relative Konsistenzbeweise beschränken, sprich, die Existenz eines Modells für ZFC zusätzlich voraussetzen (dies entspricht dem Modell {\displaystyle M}). Aufgrund der Sätze von Löwenheim-Skolem und Mostowski ist es keine Einschränkung, dieses Modell als abzählbar und transitiv anzunehmen.
Dieses Verfahren liefert allerdings nur einen relativen Konsistenzbeweis innerhalb von ZFC selbst (das heißt, die Formel {\displaystyle \operatorname {Con} \ ZFC\rightarrow \operatorname {Con} \ T} ist in ZFC beweisbar). Für einen streng finitistischen Beweis, der in der Angabe eines Verfahrens besteht, das den Beweis eines Widerspruchs von {\displaystyle T} konkret in einen solchen von {\displaystyle ZFC} umwandelt, muss man weiter ausholen: Sei ein Widerspruchsbeweis von {\displaystyle T} gegeben. Nach dem Kompaktheitssatz gibt es bereits eine endliche widersprüchliche Teiltheorie {\displaystyle T_{\text{fin}}\subset T}. Da für den Beweis von {\displaystyle M[G]\models ZFC} pro Axiom nur endlich viele Axiome verwendet werden, lässt sich nun eine Theorie {\displaystyle S\subset ZFC} finden, sodass gilt:
- Ist {\displaystyle M} ein abzählbares, transitives Modell von {\displaystyle S}, so gilt für ein {\displaystyle M}-generisches {\displaystyle G}: {\displaystyle M[G]\models T_{\text{fin}}}
- {\displaystyle S\supset T_{\text{fin}}}, {\displaystyle S} ist aber immer noch endlich.

Nach dem Reflexionsprinzip gibt es ein (wieder ohne Einschränkung abzählbares, transitives) Modell {\displaystyle M} mit {\displaystyle M\models S}. Es gilt also in der generischen Erweiterung {\displaystyle M[G]\models T_{\mathrm {fin} }}. Da ZFC beweist, dass {\displaystyle T_{\text{fin}}} ein Modell besitzt, {\displaystyle T_{\text{fin}}} aber widersprüchlich ist, ist ZFC selbst widersprüchlich.
Da es auf die konkret verwendeten Teilsysteme {\displaystyle S} bzw. {\displaystyle T_{\text{fin}}} nicht ankommt, hat es sich in der Praxis durchgesetzt, von {\displaystyle M} als einem Modell von ganz ZFC zu sprechen, wie wir es hier auch getan haben.

## Anwendung: Unbeweisbarkeit der Kontinuumshypothese
Die Kontinuumshypothese besagt, dass die Mächtigkeit der Potenzmenge der Menge der natürlichen Zahlen gleich derjenigen der ersten überabzählbaren Kardinalzahl ist. Diese Aussage ist in ZFC weder widerlegbar noch beweisbar. Ersteres hatte Kurt Gödel bereits 1939 bewiesen (siehe Konstruierbarkeitsaxiom), Letzteres hat Paul Cohen 1963 mit Hilfe der dazu von ihm entwickelten Forcing-Methode gezeigt. Es folgt eine Skizze des Beweises:
Die Potenzmenge der Menge {\displaystyle \omega } der natürlichen Zahlen entspricht umkehrbar eindeutig der Menge der 0-1-Folgen, also der Menge {\displaystyle 2^{\omega }} der Funktionen von {\displaystyle \omega } in die Menge {\displaystyle \{0,1\}}, die in der Mengenlehre als {\displaystyle 2} bezeichnet wird. Ihre Mächtigkeit wird ebenfalls mit {\displaystyle 2^{\omega }} bezeichnet. Die kleinste überabzählbare Kardinalzahl wird mit {\displaystyle \omega _{1}} bezeichnet, die nächstgrößere mit {\displaystyle \omega _{2}}. Die Kontinuumshypothese besagt dann {\displaystyle 2^{\omega }=\omega _{1}}, ihre Verneinung {\displaystyle 2^{\omega }\geq \omega _{2}}.
Für den Beweis sei das Grundmodell {\displaystyle M} ein abzählbares, transitives Modell von ZFC, in dem die Kontinuumshypothese gilt. Ziel ist es, eine generische Erweiterung zu konstruieren, in der {\displaystyle 2^{\omega }\geq \omega _{2}} gilt. Die Idee ist, dem Grundmodell {\displaystyle \omega _{2}}-viele paarweise verschiedene 0-1-Folgen hinzuzufügen, sodass die Mächtigkeit von {\displaystyle 2^{\omega }} in der generischen Erweiterung mindestens {\displaystyle \omega _{2}} beträgt. Oder anders ausgedrückt: Man braucht eine injektive Funktion von {\displaystyle \omega _{2}} nach {\displaystyle 2^{\omega }}, die diese {\displaystyle \omega _{2}}-vielen 0-1-Folgen „nummeriert“. Aufgrund von {\displaystyle (Z^{Y})^{X}\cong Z^{X\times Y}} entspricht diese einer Funktion von {\displaystyle \omega _{2}\times \omega } nach {\displaystyle \{0,1\}}.
Man definiert deshalb in {\displaystyle M} als Bedingungsmenge {\displaystyle P} die Menge der „endlichen Approximationen“ an so eine Funktion, das heißt die Menge aller partiellen Funktionen von {\displaystyle \omega _{2}\times \omega } nach {\displaystyle \{0,1\}} mit endlichem Definitionsbereich:
{\displaystyle P=\{f\colon A\to 2\,|\,A\subset \omega _{2}\times \omega ,\,\operatorname {dom} (f)\ {\text{endlich}}\}.}
Diese Menge ist geordnet durch die Obermengen-Beziehung {\displaystyle \supseteq }, es gilt also genau dann {\displaystyle q\leq p}, wenn {\displaystyle p} durch {\displaystyle q} fortgesetzt wird.
Ist dann {\displaystyle G} ein {\displaystyle M}-generischer Filter, so betrachtet man {\displaystyle f_{G}:=\bigcup G}. Wegen {\displaystyle G\in M[G]} ist auch {\displaystyle f_{G}\in M[G]} und aus der Generizität von {\displaystyle G} folgt:
- {\displaystyle f_{G}} ist eine totale Funktion {\displaystyle f_{G}\colon \omega _{2}\times \omega \to 2.}
- Die Komponentenfunktionen {\displaystyle f_{\alpha }(n):=f_{G}(\alpha ,n)} sind paarweise verschiedene Funktionen von {\displaystyle \omega } nach {\displaystyle \{0,1\}.}

In {\displaystyle M[G]} gilt damit die Abschätzung
{\displaystyle 2^{\omega }\geq |\{f_{\alpha }\mid \alpha \in \omega _{2}\}|=|\omega _{2}|.}
Mit Hilfe des Delta-Lemmas zeigt man schließlich, dass {\displaystyle P} die abzählbare Antikettenbedingung erfüllt und daher {\displaystyle \omega _{2}} in {\displaystyle M[G]} als zweite überabzählbare Kardinalzahl erhalten bleibt.
Die Kontinuumshypothese ist im Modell {\displaystyle M[G]} somit verletzt.
Man hat damit gezeigt: Wenn ZFC widerspruchsfrei ist, dann kann die Kontinuumshypothese nicht in ZFC bewiesen werden.

## Weitergehende Methoden
- Produktforcing
- Iteriertes Forcing